# Twarde zasoby firmy
Twarde zasoby firmy - to zasoby wymierne, konkretne i mocno osadzone w rzeczywistości, które są stałe, rzadko się zmieniają, ponieważ zasady ich wykorzystania  i stosowania  są znane i opisane. Zalicza się do nich:
- kapitał
- technologie i know-how
- strategie, która określona jest w długim horyzoncie dla pracowników jak i dla rynków
- struktura, której tyczy się podział zadań, władzy, odpowiedzialności oraz informacji w firmie